# Ahiru no Sora
Ahiru no Sora (яп. あひるの空 Ахиру но Сора) — японская баскетбольная манга, созданная Такэси Хината.
Изначальный выпуск начался в журнале Weekly Shōnen Magazine в 2004 году. Первый том был издан 17 мая 2004 года, и на 16 ноября 2018 года 50 томов были выпущены в Японии компанией Kodansha общим тиражом более 24 миллионов.
В 2018 году была анонсирован аниме-сериал на основе манги. Показ начался в 2019 году.

## Сюжет
Куруматани Сора дал своей матери обещание: «Я буду блистать в своем первом баскетбольном турнире в старшей школе». И даже его небольшой рост — 149 см — не станет этому препятствием. Но после поступления в старшую школу, а затем и в баскетбольный клуб, он обнаружил, что клуб стал местом сбора местных хулиганов. Местом, где они занимаются чем угодно, но только не баскетболом. Впрочем, Сора не намерен сдаваться.

## Медиа

### Манга
Такэси Хината запустил мангу в журнале Weekly Shōnen Magazine издательства Kodansha в 2004 году. В ноябре 2018 года вышел 50 том.
В начале 2019 года мангака объявил, что в истории началась последняя сюжетная арка. В мае 2019 года манга взяла «короткий перерыв».

### Аниме
В 2018 году был анонсирован аниме-сериал на основе манги. За экранизацию взялась студия diomedéa. В качестве режиссёров выступают Кэйдзо Кусакава и Синго Тамаки, а сценаристом стал Го Дзаппа. Дизайн персонажей выполнил Ёсихина Хонда. Премьерный показ аниме начался 2 октября 2019 года. Изначально запланирована трансляция в течение целого года, то есть четыре кура.

## Продажи
Манга не раз попадала в списки бестселлеров Японии. Ее общий тираж составил более 24 миллионов экземпляров.
За период с января 2010 года по август 2011 года было продано 2,76 млн экземпляров манги, что поставило автора на 22 место по продажам среди всех мангак за этот период. 39 том манги попал в список из 15 самых печатаемых томов издательства Kodansha за 2014—2015 год. За год было отпечатано 365 тысяч копий этого тома.
50-й том в первую неделю продаж занял 6 место в рейтинге бестселлеров, продержался в нем 3 недели, за которые было распродано порядка 145 212 экземпляров.

## Критика
Критики Anime News Network в своих превью аниме отмечают качество работы и построение сюжета с явным намерением на его долгое развитие. В то же время бросается в глаза довольно типичные для спортивных аниме сюжет и завязка — непритязательно выглядящий главный герой оказывается целеустремленным и талантливым игроком, практически с нуля собирающим вокруг себя команду для участия в соревнованиях, как, например, в Haikyu!!.
Визуальная составляющая аниме была сочтена выполненной на высоком уровне. Пусть дизайн персонажей и оказался довольно типичным и в некотором смысле устаревшим, что не смутит поклонников манги, но может быть неожиданным для тех, кто привык к современным аниме. Особенной похвалы в то же время заслужила анимация движений во время баскетбольной игры в конце первой серии.